# بسطرمة

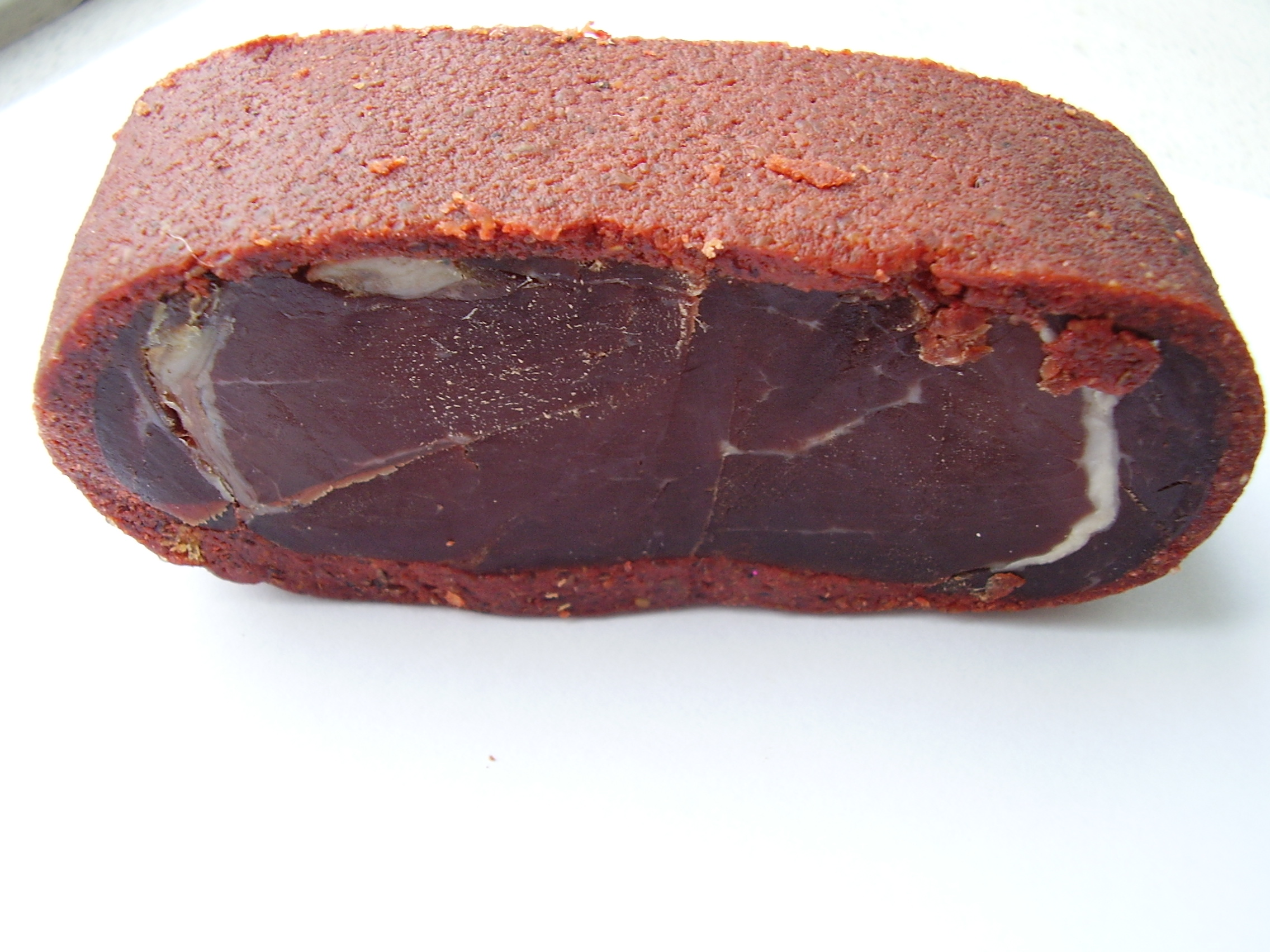
بسطرمة

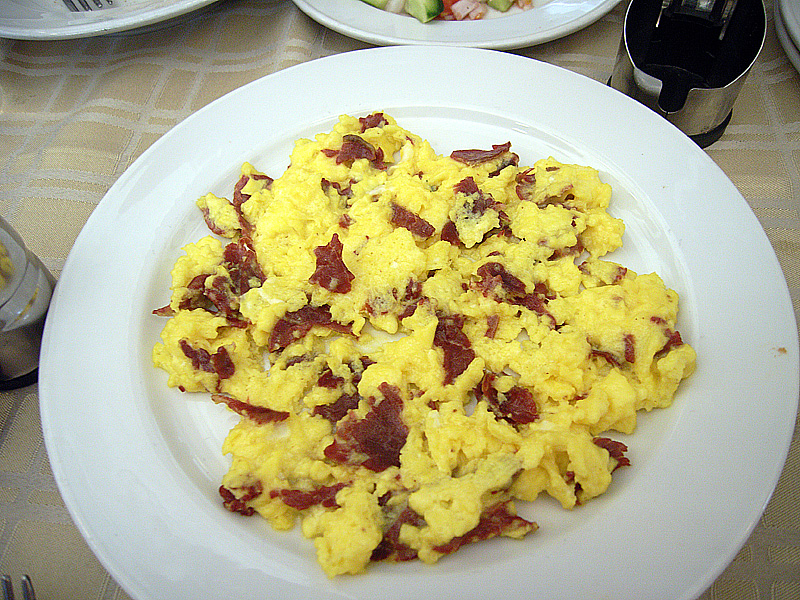
بيض بالبسطرمة في مصر

بَسطِرمة  أو باسطرمة  هي لحم بقر مجفف ومملح في الهواء الطلق وشديد التتبيل من المطبخ المصري وتحضر البسطرمة من اللحم البقرى الكبير. عادة ما تكون من الفخذ (العروق). وهى معروفة في العديد من الدول ضمن منطقة شرق البحر الأبيض المتوسط واليونان وقبرص والبلقان.
هذا النوع من البسطرمة يطلق عليه بسطرمة قيصر ويُعد بطرق مختلفة أبرزها هو تقطيع اللحم شرائح بطول 30-50 سم على أن يكون اللح من حبل الظهر للحيوان وبثخن 3سم، وشريحة من الشحم ويفضل الية الخروف بثخن نصف سم وتلوث بعجينة متكونة من خليط من الحلبة والفلفل الأحمر البابريكا وتفضلها شعوب أخرى بالكركم بدل البابريكا ويضاف اليها الكمون والثوم الجاف أو الرطب والكسبرة... الخ وتؤكل نيئة بعد مرور عدة أيام على عرضها في الهواءالطلق ملفوفة بقطعة قماش أو شاش أو جلد المصران الغليظ البقري وبدون تعريضها لاشعة الشمس ويمكن تناولها على شكل شرائح تقلى في طاوة جافة وبدون دهن لتنتشر رائحتها العذبة الرائعة في كل مكان.وتقدم مع البيض المقلي أو المسلوق والزيتون.

وهناك نوع آخر من البسطرمة في العراق، حيث تُعد الباسطرمة العراقية من أشهر المأكولات في العراق. على خلاف البسطرمة الإعتيادية، تُحضر الباسطرمة العراقية من اللحم المفروم، والشحم البقري، والثوم، والبهارات، وغيرها من المكونات التي قد تختلف من جزار إلى آخر، ثُمَّ تُعبئ في أمعاء البقر أو الغنم وتترك لتجف.

باسطرمة عراقية في الموصل
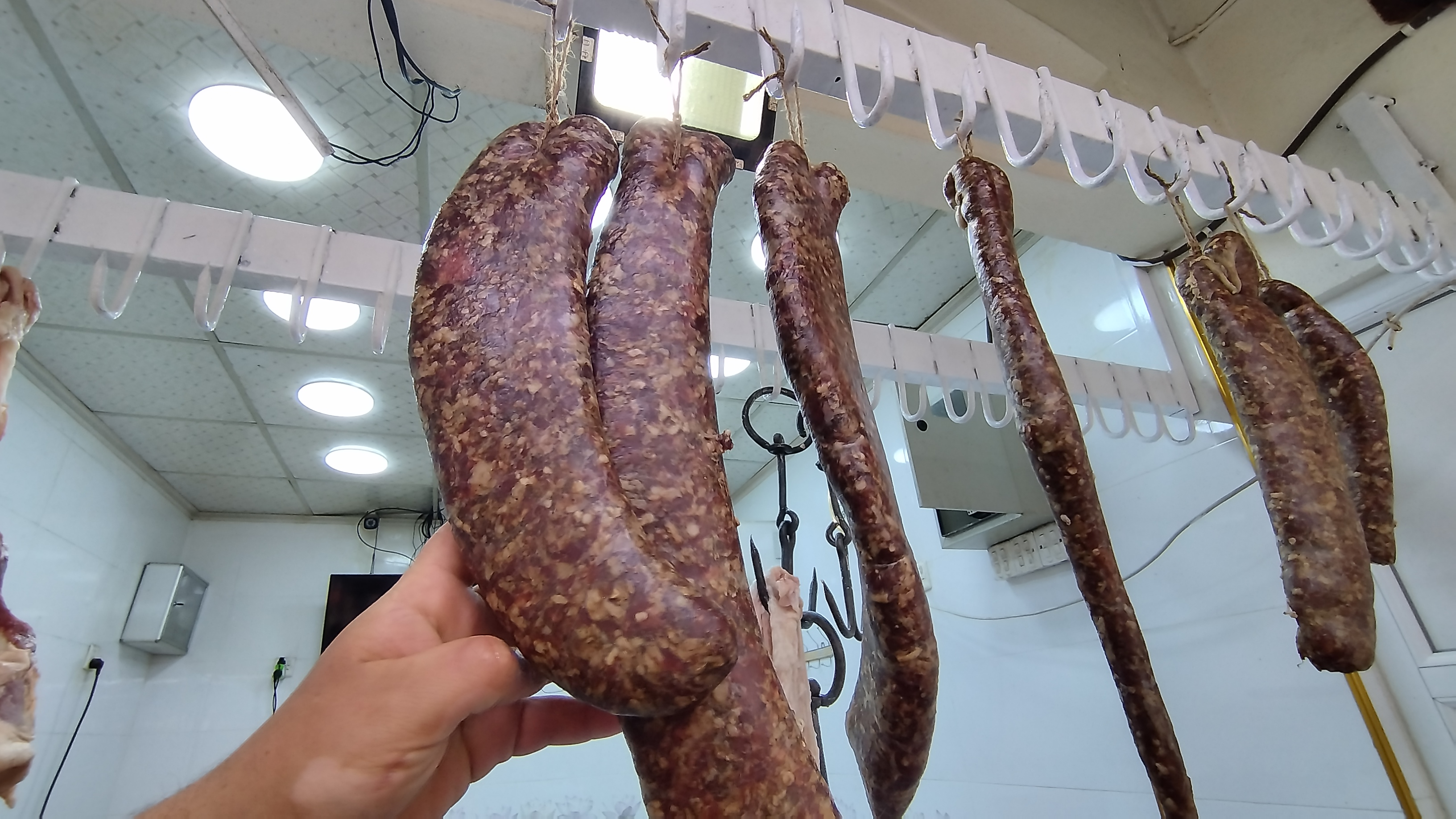
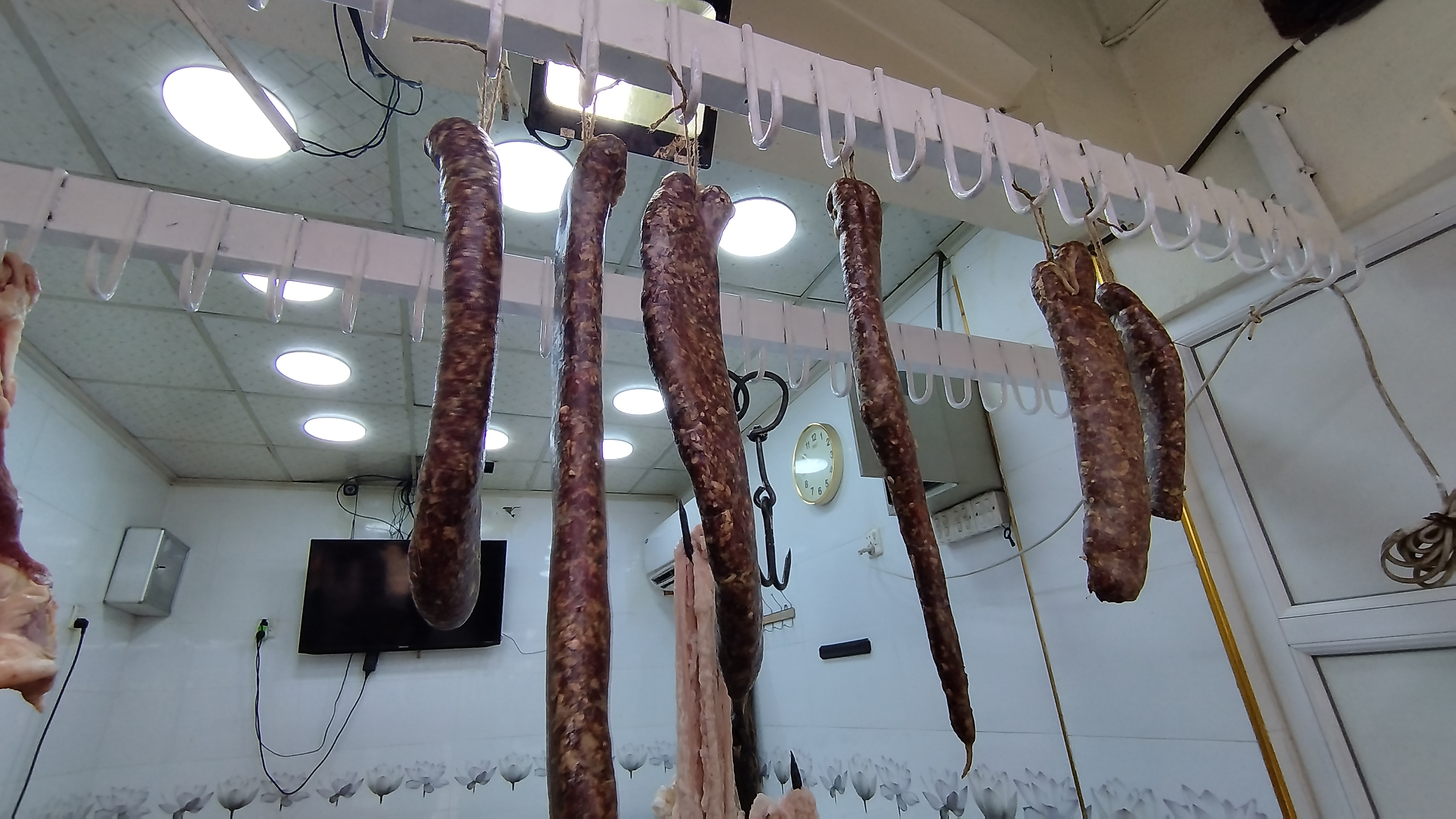
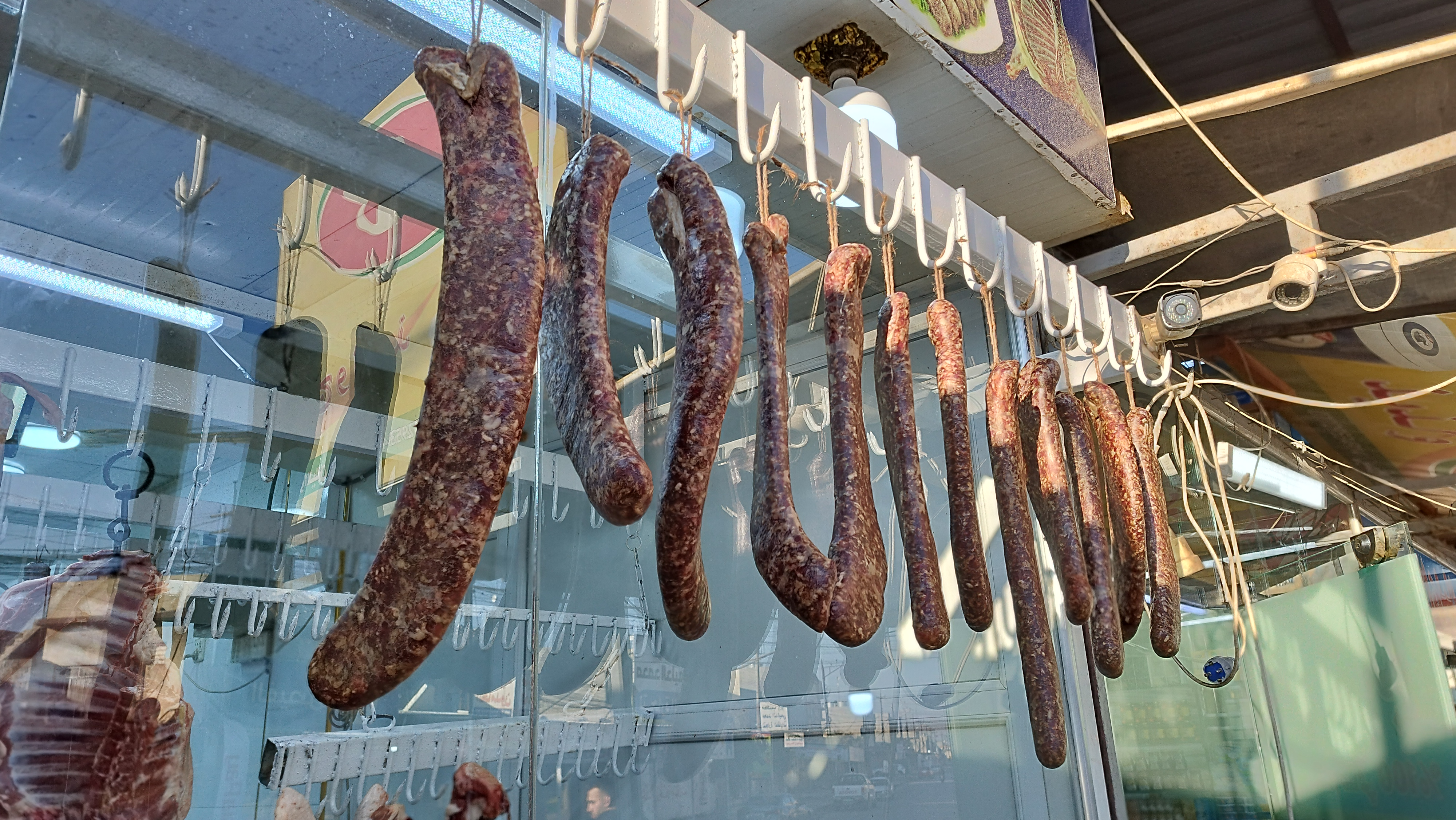